# Ukrajinská katolická archieparchie filadelfská
Ukrajinská katolická archieparchie filadelfská ((anglicky) Ukrainian Catholic Archeparchy of Philadelphia, (ukrajinsky) Філадельфійська архиєпархія Української греко-католицької церкви) je archieparchií Ukrajinské řeckokatolické církve se sídlem ve Filadelfii a katedrálou Neposkvrněného Početí Panny Marie. Jako ordinariát pro věřící východních ritů v USA byla tato církevní struktura založena již v roce 1913, roku 1924 se stala exarchátem (Apoštolský exarchát Spojených států amerických pro věřící východních ritů); v roce 1958 byla povýšena na archieparchii a dostala jméno, které nese dodnes.

## Filadelfská církevní provincie
Archieparcha filadelfský je zároveň metropolitou Ukrajinské řeckokatolické církve ve Spojených státech amerických. Archieparchie má tři sufragánní eparchie:
- Ukrajinská katolická eparchie sv. Mikuláše v Chicagu
- Ukrajinská katolická eparchie ve Stamfordu
- Eparchie sv. Josafata v Parmě